# 마계전기 디스가이아 2
마계전기 디스가이아 2(Disgaea 2, 魔界戦記ディスガイア2)는 니폰이치 소프트웨어가 플레이스테이션 2 비디오 게임 콘솔용으로 개발하고 퍼블리싱한 전략 롤플레잉 게임이다. 디스가이아 2는 2003년 마계전기 디스가이아의 후속작으로 플레이스테이션 2용으로 출시되었다. 또한 플레이스테이션 3용 디스가이아 3(Disgaea 3: Absence of Justice)의 전신이기도 하다.
닛폰이치의 이전 게임과 달리 디스가이아 2는 DVD-ROM으로 출시되며 애니메이션 오프닝 영화가 있다.
일본에서는 디스가이아 2 포터블(魔界戦記dissgaia 2 PORTABLE, Makai Senki Disugaia 2 Pōtaburu), 북미와 유럽에서는 Disgaea 2: Dark Hero Days로 플레이스테이션 포터블용으로 다시 출시되었다. 2017년에 PC로 재출시되었다.

## 게임플레이
디스가이아 2는 13개의 챕터로 구성되어 있다. 각 장은 아델의 다음 임무를 설명하는 컷씬으로 시작된다. 그런 다음 플레이어는 그의 고향인 홀트에 있는 아델을 제어하게 된다. 이 마을은 스토리 맵, 사이드 퀘스트, 어둠의 의회, 아이템 세계로 가는 관문 역할을 한다. 각 챕터가 시작될 때마다 새로운 영역이 잠금 해제된다. 각 지역은 다음 장으로 넘어가기 위해 반드시 승리해야 하는 여러 지도로 구성되어 있다. 홀트의 문지기와 대화하면 플레이어는 새로운 지역을 탐험하거나 패배한 지도를 반복할 수 있다. 많은 지도에는 컷 장면도 있다. 각 장의 시작과 끝 부분에 있는 장면은 건너뛸 수 없다.
디스가이아 2의 게임 플레이는 디스가이아 1의 게임 플레이를 직접 기반으로 구축되었다. 플레이어는 캐릭터 파티를 제어하여 3D 등각 격자 지도에서 전투를 수행한다.
아이템 월드 게임 모드가 디스가이아 1에서 복귀되었다. 플레이어는 파티의 인벤토리에 있는 아이템을 선택하여 입장할 수 있다. 내부 레벨은 무작위로 생성되며 적의 난이도는 아이템의 희귀도나 위력에 따라 달라진다. 아이템 월드를 내려가는 방법에는 두 가지가 있다. 하나는 주어진 레벨에서 모든 적을 물리치는 것이고, 다른 하나는 각 레벨 어딘가에 있는 출구 포털을 이용하는 것이다. 가디언스(Guardians)라고 불리는 특별한 적들은 그들을 물리치고 아이템에 증가된 공격 또는 방어 값과 같은 특정 혜택을 부여함으로써 해방될 수 있다. 해제된 후에는 항목 간에 자유롭게 이동할 수 있다. 플레이어가 특정 아이템의 아이템 월드를 통해 더 아래로 내려갈수록 더 높은 능력치 보너스를 받게 된다.

## 평가
| 통합 점수     | 통합 점수                          |
| 통합사        | 점수                               |
| ------------- | ---------------------------------- |
| 게임랭킹스    | PS2: 85%                           |
| 메타크리틱    | PS2: 84/100 PSP: 83/100 PC: 81/100 |
| 평론 점수     |                                    |
| 평론사        | 점수                               |
| 1UP.com       | C+                                 |
| 게임스팟      | 8.2/10                             |
| 게임스파이    | [ 7 ]                              |
| 게임스레이더+ | 8/10                               |
| IGN           | 8.5/10                             |

| 수상   | 수상                           |
| 평론사 | 수상                           |
| ------ | ------------------------------ |
| IGN    | Best PS2 Strategy Game of 2006 |

디스가이아 2는 일반적으로 호평을 받았으며 메타크리틱에서 총점 84/100을 받았다. 게이밍 타깃의 '2006년부터 계속 플레이할 게임 52개' 선정에 언급되었으며, IGN의 2006년 최고 상을 수상했으며 '최고의 PS2 전략 게임' 상을 받았다.

## 같이 보기
- 마계전기 디스가이아 (비디오 게임)
- 니폰이치 소프트웨어
- 전략 롤플레잉 게임